# The Immunity Zone
The Immunity Zone è il quarto album in studio del gruppo progressive metal svedese Andromeda, pubblicato nel 2008.

## Tracce
1. Recognizing Fate – 7:19
2. Slaves of the Plethora Season – 5:34
3. Ghosts on Retinas – 4:28
4. Censoring Truth – 6:42
5. Worst Enemy – 6:01
6. My Star – 5:40
7. Another Step – 5:58
8. Shadow of a Lucent Moon – 7:22
9. Veil of Illumination – 17:25

## Formazione
- Johan Reinholdz – chitarre
- David Fremberg – voce
- Fabian Gustavsson – basso
- Martin Hedin – tastiere
- Thomas Lejon – batteria